# Akademické mistrovství světa v orientačním běhu 1984
4. Akademické mistrovství světa v orientačním běhu proběhlo ve Švédsku ve dnech 1. až 4. srpna 1984. Centrem závodů AMS byla Jönköping.
Závodů se zúčastnilo celkem 133 závodníků (71 mužů a 62 žen) z 18 zemí.

## Program závodů
| Den      | Závod       | Centrum závodu |
| -------- | ----------- | -------------- |
| 2. srpen | jednotlivci |                |
| 4. srpen | štafety     |                |

## Závod jednotlivců (Individual)
| Zkrácené výsledky                           | Zkrácené výsledky                           | Zkrácené výsledky                           | Zkrácené výsledky                           | Zkrácené výsledky                          | Zkrácené výsledky                          | Zkrácené výsledky                          | Zkrácené výsledky                          |
| Muži                                        | Muži                                        | Muži                                        | Muži                                        | Ženy                                       | Ženy                                       | Ženy                                       | Ženy                                       |
| ------------------------------------------- | ------------------------------------------- | ------------------------------------------- | ------------------------------------------- | ------------------------------------------ | ------------------------------------------ | ------------------------------------------ | ------------------------------------------ |
| - Traťové parametry: - Mapa: - 71 závodníků | - Traťové parametry: - Mapa: - 71 závodníků | - Traťové parametry: - Mapa: - 71 závodníků | - Traťové parametry: - Mapa: - 71 závodníků | - Traťové parametry: - Mapa: - 62 závodnic | - Traťové parametry: - Mapa: - 62 závodnic | - Traťové parametry: - Mapa: - 62 závodnic | - Traťové parametry: - Mapa: - 62 závodnic |
| Umístění                                    | Jméno                                       | Čas                                         | Ztráta                                      | Umístění                                   | Jméno                                      | Čas                                        | Ztráta                                     |
| Zlatá medaile                               | Anders-Erik Olsson                          | 1:20:51                                     |                                             | Zlatá medaile                              | Arja Hannus                                | 1:05:47                                    |                                            |
| Stříbrná medaile                            | Sindre Langaas                              | 1:21:31                                     | +0:40                                       | Stříbrná medaile                           | Kerstin Mansson                            | 1:05:51                                    | +0:04                                      |
| Bronzová medaile                            | Joakim Brinkenberg                          | 1:21:52                                     | +1:01                                       | Bronzová medaile                           | Annariitta Kottonen                        | 1:07:57                                    | +2:10                                      |
| 4                                           | Mika Ruuhiala                               | 1:23:48                                     | +2:57                                       | 4                                          | Monica Kollberg                            | 1:08:07                                    | +2:20                                      |
| 5                                           | Arto Muhonen                                | 1:23:56                                     | +3:05                                       | 5                                          | Marita Skogum                              | 1:09:47                                    | +4:00                                      |
| 6                                           | Mikael Wehlin                               | 1:23:59                                     | +3:08                                       | 6                                          | Ruth Humbel                                | 1:10:00                                    | +4:13                                      |

## Závod štafet (Relay)
| Zkrácené výsledky            | Zkrácené výsledky            | Zkrácené výsledky            | Zkrácené výsledky            | Zkrácené výsledky            | Zkrácené výsledky            | Zkrácené výsledky            | Zkrácené výsledky            |
| Muži                         | Muži                         | Muži                         | Muži                         | Ženy                         | Ženy                         | Ženy                         | Ženy                         |
| ---------------------------- | ---------------------------- | ---------------------------- | ---------------------------- | ---------------------------- | ---------------------------- | ---------------------------- | ---------------------------- |
| - Traťové parametry: - Mapa: | - Traťové parametry: - Mapa: | - Traťové parametry: - Mapa: | - Traťové parametry: - Mapa: | - Traťové parametry: - Mapa: | - Traťové parametry: - Mapa: | - Traťové parametry: - Mapa: | - Traťové parametry: - Mapa: |
| Umístění                     | Jméno                        | Čas                          | Ztráta                       | Umístění                     | Jméno                        | Čas                          | Ztráta                       |
| Zlatá medaile                | Švédsko                      |                              |                              | Zlatá medaile                | Švédsko                      |                              |                              |